# Place Charles-Michels
La place Charles-Michels est une place du 15e arrondissement de Paris.

## Situation et accès

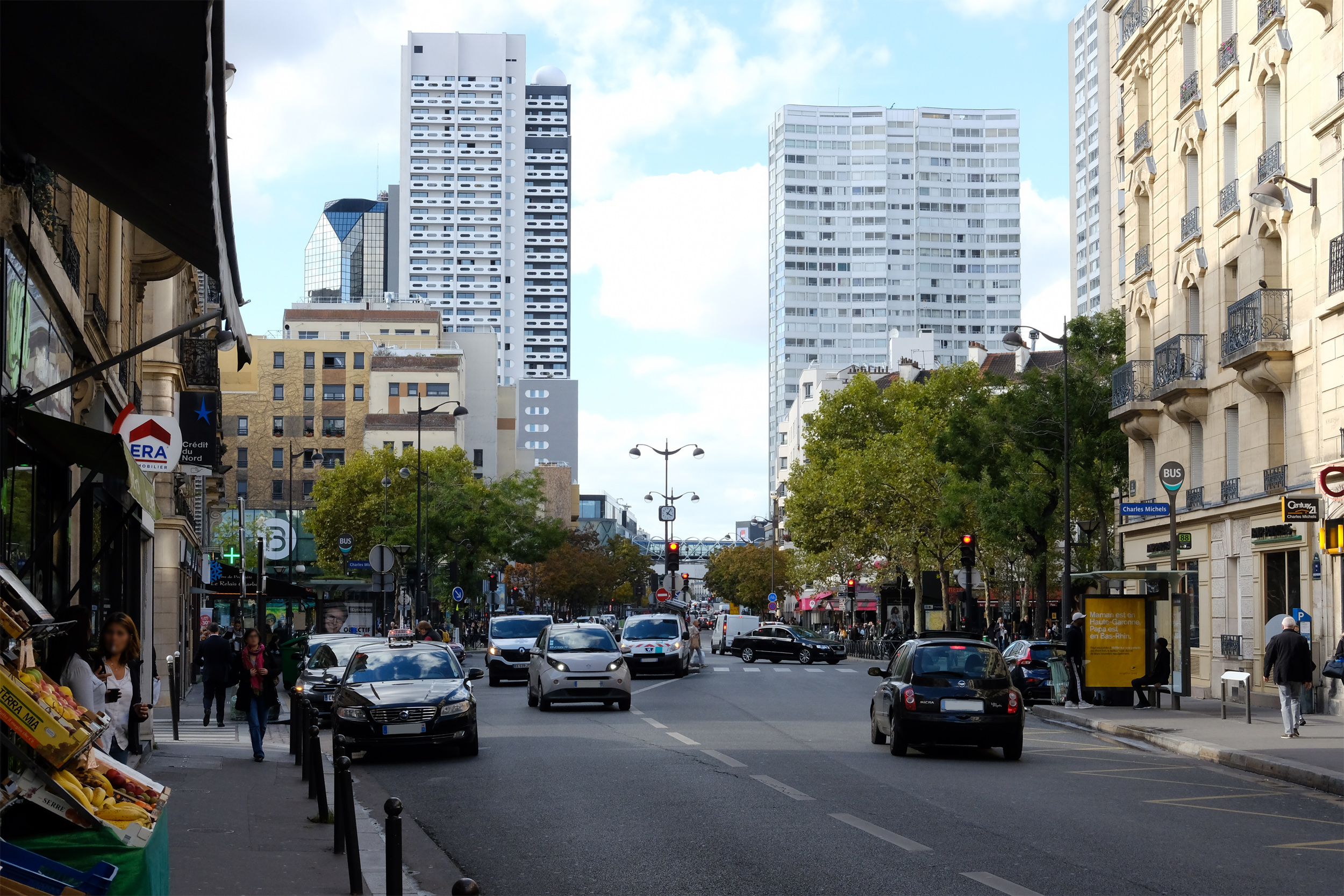
Place vue depuis la rue des Entrepreneurs.

Elle est située au croisement de l'avenue Émile-Zola, de la rue Linois, de la rue des Entrepreneurs et de la rue Saint-Charles. Il s'y trouve une station de métro homonyme.

## Origine du nom
Elle porte ce nom en l'honneur de Charles Michels (né en 1903), député communiste fusillé en 1941 par les nazis.

## Historique

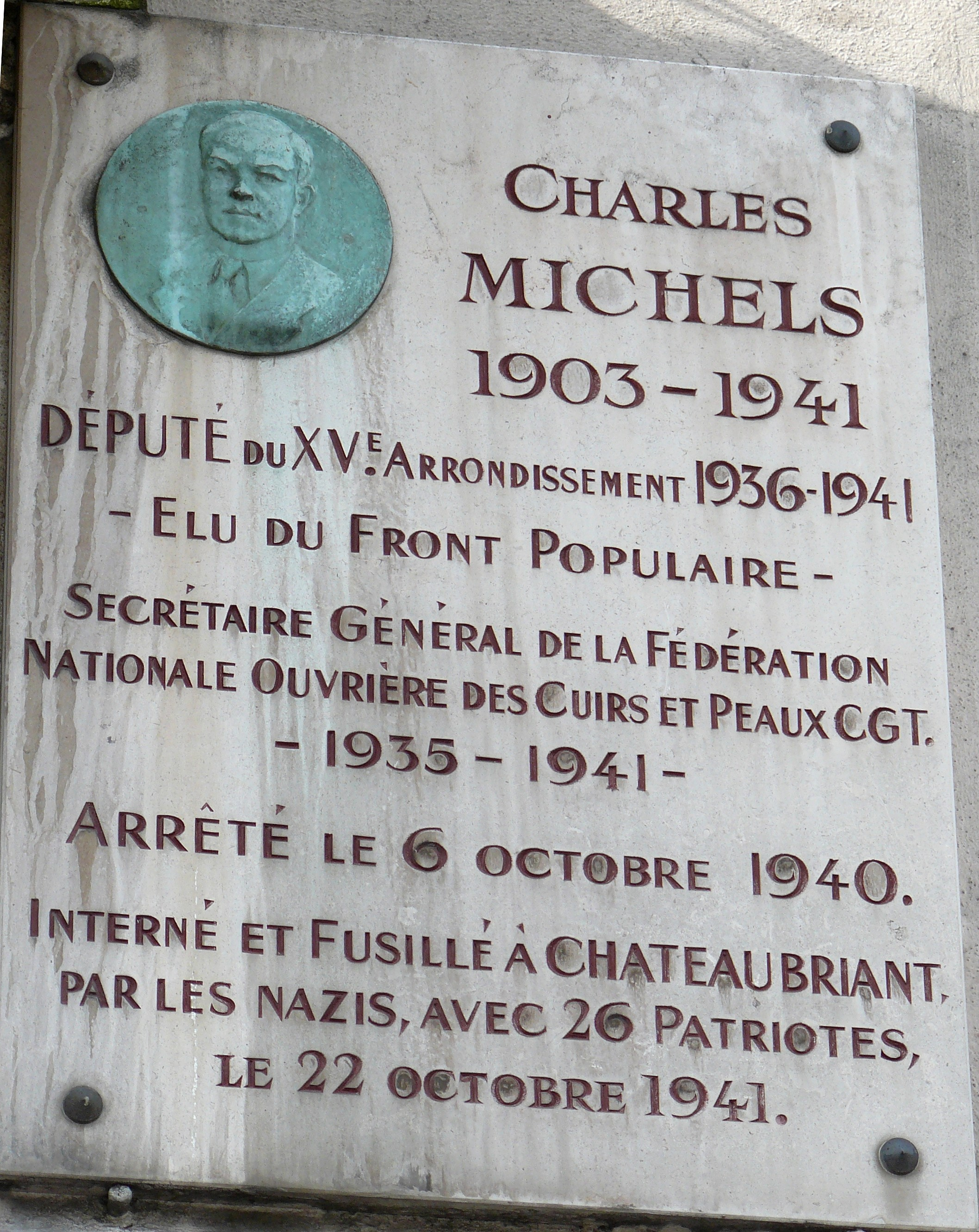
Plaque apposée sur la place
Charles-Michels.

- La place s'appelait « place Beaugrenelle » jusqu'au 14 juillet 1945 où elle prit sa dénomination actuelle.

## Bâtiments remarquables et lieux de mémoire
- Cette place accueille de nombreux cafés et restaurants avec terrasse.
- Un allumage pour la fête de Hanouka y est organisé chaque année.